# Bernardo Akerman
Bernardo Akerman (11 de abril de 1929 - São Paulo, 11 de setembro de 1995) foi um médico e professor brasileiro.

## Carreira
Como médico, foi pioneiro em várias áreas da saúde, como reabilitação neurológica (foi o primeiro neurologista da AACD), saúde e higiene mental do estudante (desde o primário ao universitário), uso de tóxicos pelos estudantes, psicodrama, sociodrama e AIDS.

## Homenagens póstumas
Suas homenagens incluem bolsas de estudo em universidades e intituições no Brasil e no exterior, uma praça em São Paulo e o Prêmio Bernardo Akerman. Foi relacionado entre os patronos beneméritos do Hospital Israelita Albert Einstein e entre os beneméritos do edifício-sede da B'nai B'rith do Brasil. Também o edifício-sede do Instituto Adolfo Lutz leva seu nome. Teve sua biografia publicada em dois livros[carece de fontes?].
| “ | Foi um líder comunitário que conseguia agregar em torno de sua excepcional personalidade pessoas de diversas tendências politicas e filosóficas, fazendo com que elas conseguissem executar trabalhos comunitários sempre voltados ao mais alto padrão ético e moral | ” |